# هولی (فیلم ۱۹۴۰)
«هولی» (انگلیسی: Holi) یک فیلم به کارگردانی عبدالرشید کاردار است که در سال ۱۹۴۰ منتشر شد.